# 丛林滇紫草
丛林滇紫草（学名：Onosma dumetorum）是紫草科滇紫草属的植物。分布在中国大陆的云南等地，生长于海拔2,450米的地区，常生长在山坡林缘灌木林带，目前尚未由人工引种栽培。